# Mileewa dentata
Mileewa dentata är en insektsart som beskrevs av Heller och Rauno E. Linnavuori 1968. Mileewa dentata ingår i släktet Mileewa och familjen dvärgstritar. Inga underarter finns listade i Catalogue of Life.